# Lago delle Renne
Il lago delle Renne è un lago canadese situato presso la frontiera tra Saskatchewan e Manitoba. 
Con una superficie di 6.500 km² è il secondo lago più grande del Saskatchewan e il nome del Canada. Ha una lunghezza massima d 230 km e una larghezza di 60 km. Al suo interno sono presenti numerose isole.
Le municipalità più prossime al lago sono a est Kinoosao, al nord Brochet (Manitoba) e a sud Southend (Saskatchewan).